# Мирный (Александровский район)
Ми́рный — посёлок в Александровском районе Оренбургской области. Входит в Хортицкий сельсовет.

## История
Посёлок был основан в 20-х годах XX века переселенцами с Украины. Первоначально поселение называлось (В)Ифания. В 1959 г. указом Президиума Верховного Совета РСФСР поселок Вифания переименован в Мирный.

## Население
| 2010 |
| ---- |
| 43   |